# Fodbold under sommer-OL 2012
Fodbold under Sommer-OL 2012 fra den 25. juli-11. august blev spillet i London og flere andre byer i Storbritannien. Finalerne blev spillet på Wembley Stadium. Forbund tilknyttet FIFA blev opfordret til at lade deres kvindelandshold og mændenes U/23-landshold deltage. Mændenes hold fik lov til at have tre spillere over 23. 504 fodboldspillere deltog i konkurrencen om de to guldmedaljer.
Mændenes konkurrence var en 16-holds turnering og kvindernes i en 12-holds turnering. De første kampe startede to dage før åbningsceremonien den 27. juli. Lodtrækningen til turneringen fandt sted den 24. aprilm2012.
Af de 2,3 millioner billetter til fodboldturneringen var 800.000 allerede solgt 6. februar 2012.

## Spillesteder
Seks stadions var vært for kampene: Stadionerne ligger i London, og i South East England, English Midlands, Northwest England, Northeast England, Skotland og Wales.
| London                   | Manchester        | Cardiff            | Newcastle         | Glasgow           | Coventry                 |  |
| ------------------------ | ----------------- | ------------------ | ----------------- | ----------------- | ------------------------ |  |
| Wembley 22. august, 2007 | 20. august, 2006  | 5. februar, 2009   | 21. august, 2008  | 18. juli, 2004    |                          |  |
| Wembley Stadium          | Old Trafford      | Millennium Stadium | St James' Park    | Hampden Park      | City of Coventry Stadium |  |
| Kapacitet: 90,000        | Kapacitet: 76,212 | Kapacitet: 74,500  | Kapacitet: 52,387 | Kapacitet: 52,103 | Kapacitet: 32,500        |  |

Det britiske herrehold spillede på Old Trafford (26. juli), Wembley (29. juli) og Cardiff (1. august). Kvindernes spillede spille på Cardiff (25. og 28. juli) og Wembley (31. juli).
Stadionerne var være vært for følgende kampe:
- Wembley Stadium, London, fire puljekampe, alle kvartfinaler, to semifinaler og finalen for mænd og kvinder
- Old Trafford, Manchester, seks indledende kampe, en kvartfinale og to semifinaler
- St James' Park, Newcastle upon Tyne, syv indledende kampe og to kvartfinaler
- Millennium Stadium, Cardiff, det otte første runder, to kvartfinaler, og to finaler for mændene
- Hampden Park, Glasgow, syv indledende kampe og en kvartfinale
- City of Coventry Stadium, Coventry, otte indledende kampe, alle kvartfinaler og finalen for kvinder

## Tidsplan
| P | Indledende | ¼ | Kvartfinale | ½ | Semifinale | B | 3. plads play-off | F | Finale |

| Begivenhed↓/Dato → | Ons 25 | Tor 26 | Fre 27 | Lør 28 | Søn 29 | Man 30 | Tue 31 | Ons 1 | Tor 2 | Fre 3 | Lør 4 | Søn 5 | Man 6 | Tir 7 | Ons 8 | Tor 9 | Tor 9 | Fre 10 | Lør 11 |
| ------------------ | ------ | ------ | ------ | ------ | ------ | ------ | ------ | ----- | ----- | ----- | ----- | ----- | ----- | ----- | ----- | ----- | ----- | ------ | ------ |
| Mænd               |        | P      |        |        | P      |        |        | P     |       |       | ¼     |       |       | ½     |       |       |       | B      | F      |
| Kvinder            | P      |        |        | P      |        |        | P      |       |       | ¼     |       |       | ½     |       |       | B     | F     |        |        |

## Kvalificerede lande

### Mændenes turnering
| Kvalifikations-turnering | Forventet dato for afslutning | Spillested1                 | Pladser | Kvalificeret                              | FIFA-rangering3 |
| ------------------------ | ----------------------------- | --------------------------- | ------- | ----------------------------------------- | --------------- |
| Værtsnation              | 6. juli, 20052                | —                           | 1       | Storbritannien                            | 4               |
| AFC                      | 29. marts, 2012               | Forskelligt (ude og hjemme) | 3       | Sydkorea Japan Forenede Arabiske Emirater | 28 20 116       |
| CAF                      | 10. december, 2011            | Marokko                     | 3       | Gabon Marokko Egypten                     | 45 71 42        |
| CONCACAF                 | 2. april, 2012                | USA                         | 2       | Mexico Honduras                           | 19 63           |
| CONMEBOL                 | 12. februar, 2011             | Peru                        | 2       | Brasilien Uruguay                         | 11 3            |
| OFC                      | 25. marts, 2012               | New Zealand                 | 1       | New Zealand                               | 95              |
| UEFA                     | 25. juni, 2011                | Danmark                     | 3       | Spanien Schweiz Hviderusland              | 1 21 77         |
| AFC–CAF play-off         | 23. april, 2012               | Coventry, Storbritannien    | 1       | Senegal                                   | 614             |
| Total                    |                               |                             | 16      |                                           |                 |

### Kvindernes turnering
| Kvalifikations-turnering | Forventet dato for afslutning | Spillested1 | Pladser | Kvalificeret       | FIFA-rangering |
| ------------------------ | ----------------------------- | ----------- | ------- | ------------------ | -------------- |
| Værtsnation              | 6. juli, 20052                | —           | 1       | Storbritannien     | 93             |
| AFC                      | 11. september, 2011           | Kina        | 2       | Japan Nordkorea    | 3 8            |
| CAF                      | 22. oktober 2011              | —           | 2       | Sydafrika Cameroun | 61 50          |
| CONCACAF                 | 29. januar, 2012              | Canada      | 2       | USA Canada         | 1 7            |
| CONMEBOL                 | 21. november, 2010            | Ecuador     | 2       | Brasilien Colombia | 5 28           |
| OFC                      | 4. april, 2012                | Tonga       | 1       | New Zealand        | 23             |
| (UEFA) VM 2011           | 17. juli, 2011                | Tyskland    | 2       | Sverige Frankrig   | 4 6            |
| Total                    |                               |             | 12      |                    |                |

### Storbritanniens hold
Et herrelandshold der repræsenterede Storbritannien deltog i OL indtil 1972, men kvalificerede sig ikke i 1960. Storbritannien deltog ikke med et fodboldhold under OL i resten af 1970'erne, plus samt 1980'erne, 1990'erne og 2000'erne.
Den 24. august 2008 forårsagede den britiske premierminister Gordon Brown en kontrovers, da han foreslog, at der både skulle være et britiske mande- og kvindefodboldlandshold ved OL 2012. Han kaldte begges tilstedeværelse for "afgørende". Han sagde at han havde kontaktet Manchester United's træner Alex Ferguson, til at træne et sådant hold. De skotske, walisiske og nordirske fodboldforbund, var imod sådant et tiltag, hvis det ville påvirke deres status, i det styrende organ for fodbold, FIFA.
Den 29. maj 2009 var der møde på opfordring fra FIFA, om deadline for beslutningen om, de skotske, walisiske, og nordirske vil gå med til at deltage i et samlet britiske mande- og kvindefodboldlandshold under sommer-OL, selv om et eventuelt afslag ikke ville kunne forhindre England i at deltage under eget et flag.
Alle fire forbund var dog enige om ikke at forhindre England i at deltage under eget flag.
Men storbritanniens FIFA-viceformand Jim Boyce erklærede, at Gareth Bale, Aaron Ramsey, Craig Bellamy, Charlie Adam og andre ikke-engelske fodboldspillede, stadig ville have juridisk mulighed for at deltage for Storbritannien ved sommer-OL 2012 i London. Aftalen mellem de fire lande, bliver udfordret af Storbritanniens Olympiske Komité. Boyce sagde, at der ikke var nogen lovmæssig forhindring, for at en spiller fra Wales, Skotland eller Nordirland kunne stoppes fra at spille.
Den engelske fodboldspiller David Beckham, som har været med til at fremme London som vært for Sommer-OL, havde udtrykt interesse i at spille på holdet, som en af de tre spillere over 23-år.
I sidste ende blev 4 walisiske spillere inkluderet i Storbritanniens, herunder Ryan Giggs, som indgik som en af de tre spillere over 23, som holdkaptajn. Giggs scorede i turneringen, mod Forenede Arabiske Emirater på Wembley Stadion, hvilket endte med en sejr på 3-1 over landet. Ingen af spillerne på holdet kom fra Skotland, eller Nordirland.

## Medaljer

### Medaljetabel
| Placering | Land            | Guld | Sølv | Bronze | Total |
| --------- | --------------- | ---- | ---- | ------ | ----- |
| 1         | Mexico (MEX)    | 1    | 0    | 0      | 1     |
| 1         | USA (USA)       | 1    | 0    | 0      | 1     |
| 3         | Brasilien (BRA) | 0    | 1    | 0      | 1     |
| 3         | Japan (JPN)     | 0    | 1    | 0      | 1     |
| 5         | Sydkorea (KOR)  | 0    | 0    | 1      | 1     |
| 5         | Canada (CAN)    | 0    | 0    | 1      | 1     |
| Total     | Total           | 2    | 2    | 2      | 6     |

### Modtagere
| Mesterskaber | Guld | Sølv | Bronze |
| ------------ | --- | --- | --- |
| Mændene      | Mexico (MEX) · José Corona (kaptajn) · Israel Jiménez · Carlos Salcido · Hiram Mier · Dárvin Chávez · Héctor Herrera · Javier Cortés · Marco Fabián · Oribe Peralta · Giovani dos Santos · Javier Aquino · Raúl Jiménez · Diego Reyes · Jorge Enríquez · Néstor Vidrio · Miguel Ponce · Néstor Araujo · José Antonio Rodríguez | Brasilien (BRA) · Gabriel · Rafael · Thiago Silva (captain) · Juan Jesus · Sandro · Marcelo · Lucas · Rômulo · Leandro Damião · Oscar · Neymar · Hulk · Bruno Uvini · Danilo · Alex Sandro · Ganso · Alexandre Pato · Neto                                                                                    | Sydkorea (KOR) · Jung Sung-Ryong · Oh Jae-Suk · Yun Suk-Young · Kim Young-gwon · Kim Kee-Hee · Ki Sung-Yueng · Kim Bo-Kyung · Baek Sung-Dong · Ji Dong-Won · Park Chu-Young · Nam Tae-Hee · Hwang Seok-Ho · Koo Ja-Cheol (captain) · Kim Chang-Soo · Park Jong-Woo · Jung Woo-Young · Kim Hyun-Sung · Lee Beom-Young                          |
| Kvinderne    | USA (USA) · Hope Solo · Heather Mitts · Christie Rampone (captain) · Becky Sauerbrunn · Kelley O'Hara · Amy LePeilbet · Shannon Boxx · Amy Rodriguez · Heather O'Reilly · Carli Lloyd · Sydney Leroux · Lauren Cheney · Alex Morgan · Abby Wambach · Megan Rapinoe · Rachel Buehler · Tobin Heath · Nicole Barnhart            | Japan (JPN) · Miho Fukumoto · Yukari Kinga · Azusa Iwashimizu · Saki Kumagai · Aya Sameshima · Mizuho Sakaguchi · Kozue Ando · Aya Miyama (captain) · Nahomi Kawasumi · Homare Sawa · Shinobu Ohno · Kyoko Yano · Karina Maruyama · Asuna Tanaka · Megumi Takase · Mana Iwabuchi · Yūki Ōgimi · Ayumi Kaihori | Canada (CAN) · Karina LeBlanc · Chelsea Stewart · Carmelina Moscato · Robyn Gayle · Kaylyn Kyle · Rhian Wilkinson · Diana Matheson · Candace Chapman · Lauren Sesselmann · Desiree Scott · Christine Sinclair (captain) · Sophie Schmidt · Melissa Tancredi · Kelly Parker · Jonelle Filigno · Brittany Timko · Erin McLeod · Marie-Eve Nault |

## Mændenes turnering
| Gruppe A                                                          | Gruppe B                              | Gruppe C                                           | Gruppe D                               |
| ----------------------------------------------------------------- | ------------------------------------- | -------------------------------------------------- | -------------------------------------- |
| - Storbritannien - Senegal - Forenede Arabiske Emirater - Uruguay | - Mexico - Sydkorea - Gabon - Schweiz | - Brasilien - Egypten - Hviderusland - New Zealand | - Spanien - Japan - Honduras - Marokko |

### Holdrestriktioner
De samme regler som blev anvendt i de seneste moderne Olympiader blev også her, hvor hvert hold skal bestå af atten spillere, hvoraf ikke mere end tre af dem må være mere end 23 eller ældre før begyndelsen på næste år. Dvs. at under dette OL må spillerne ikke være født før den 1. januar, 1989.

## Kvindernes turnering
| Gruppe E                                              | Gruppe F                               | Gruppe G                                |
| ----------------------------------------------------- | -------------------------------------- | --------------------------------------- |
| - Storbritannien - New Zealand - Cameroun - Brasilien | - Japan - Canada - Sverige - Sydafrika | - USA - Frankrig - Colombia - Nordkorea |

### Holdrestriktioner
Der var ingen alders-restriktioner i kvindernes turnering.

## Kontroverser
Irans kvindefodboldlandsholdog tre jordanske spillere, fik forbud mod at deltage i anden runde af den asiatiske kvalifikationsturnering, fordi at de ikke overholdte FIFA's dresscode; hvilket de dog gjorde i den første runde. FIFA forbød hijab tilbage i 2007, men tillod det efterfølgende.
Efter at det sydkoreanske flag blev vist på storskærm i Hampden Park ved kampen mellem Colombia og Nordkorea blev annonceret, protesterede det nordkoreanske hold mod fejlen ved at nægte at gå på banen. Så kampen blev forsinket.